# 拉里亞區
拉里亞區（西班牙語：Distrito de Laria），是秘魯的一個區，位於該國中南部萬卡韋利卡大區的萬卡韋利卡省，始建於1962年6月23日，面積78.45平方公里，海拔高度3,861米，2005年人口1,391，人口密度每平方公里18人。